# 1T-SRAM

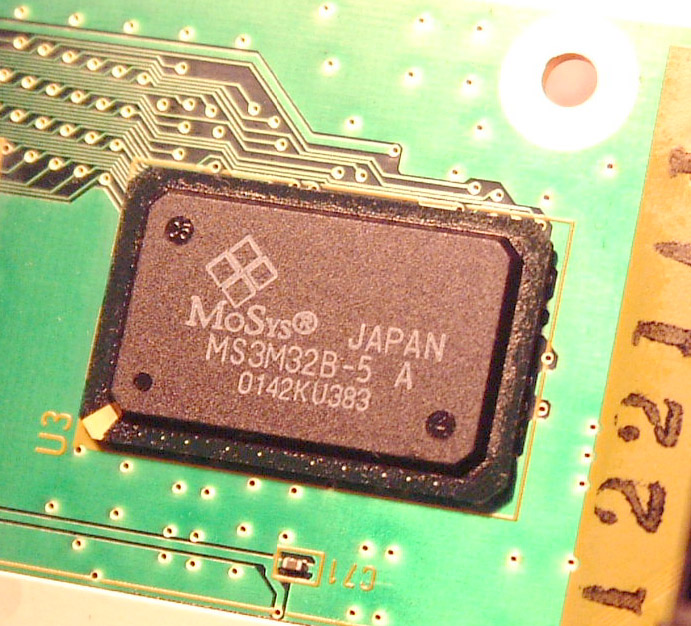
mémoire vive 1T-SRAM.

La 1T-SRAM (1-Transistor Static Random Access Memory) est un type de mémoire vive développée par MoSys. Elle a un temps de latence de 1 ns, et elle est utilisée dans la GameCube de Nintendo, ainsi que dans son successeur, la Wii. Le '1T' fait référence à 'un transistor' alors que le bit d'une SRAM est généralement composé de 6 transistors.